# Andorra en el Festival de la Canción de Eurovisión 2009
Andorra participó en el Festival de la Canción de Eurovisión 2009, como ya confirmó la cadena (RTVA).
Después de muchos resultados decepcionantes desde su debut en 2004, RTVA anunció en junio de 2008 que no había decidido sobre si estarían presentes en el certamen de 2009. Sin embargo, el 10 de septiembre la RTVA anunció que iban a estar presentes en Eurovisión 2009, anunciando una nueva propuesta para la final nacional que se utiliza para seleccionar la representante de Andorra.
La ganadora de la final nacional fue Susanne Georgi con la canción "La teva decisió(Get a Life)", y ella sería la sexta participante andorrana en Eurovisión.
Georgi no pudo alcanzar la final convirtiéndose en la sexta participante andorrana en Eurovision sin conseguir el pase a la gran final (ningún participante andorrano consiguió alcanzar la final).

## Final nacional
RTVA invitó a los dos compositores y cantantes para participar en el concurso y comenzó a aceptar inscripciones el 24 de octubre con un plazo de 31 de diciembre de 2008. Sin embargo, se anunció el 8 de noviembre, que el nuevo plazo sería 1 de diciembre de 2008 después de RTVA recibido las normas que rigen las fechas de la selección nacional de la Unión Europea de Radiodifusión (UER).
Un jurado de expertos eligió a las tres mejores canciones para competir en la final nacional de Andorra de 2009. Cantantes interesados se les dijo a enviar demos con un máximo de tres canciones, con por lo menos una canción cantada en catalán. Además, los compositores se les dijo que enviar al menos una canción a la estación. Todos los compositores y cantantes debían tener más de 18 años, preferentemente de nacionalidad andorrana. Las letras en catalán eran las preferidas de RTVA. El cantante fue elegido por 100% SMS del público y no participó ningún jurado.
107 canciones fueron las que recibió RTVA. Las canciones llegaron de toda Europa, con casi la mitad de ellos procedentes de Andorra, y con 27 canciones precedentes del país vecino (España). Otras ocho canciones provenían tanto de Francia como de Lituania, seis de Suecia, cuatro de Grecia y Malta, tres de Bélgica, dos de Irlanda y de Israel, así como una canción procedente de Islandia y otra del Reino Unido.
Los tres artistas elegidos para competir en la final nacional se dieron a conocer el 13 de diciembre de 2008, en directo por televisión. Uno de los artistas seleccionados, fue británico, el cantante Jack Lucien, que revela 3 días más tarde de que tuvo que retirarse debido a otros compromisos. Fue remplazado por Susanne Georgi (la ganadora). Su canción Marxaré fue lanzada el 4 de mayo de 2009. El 29 de diciembre, una de las tres canciones finalistas, "Estrelles d'or", de Marc Durandeau y Marc Canturri, fue descalificado después de que se revelara que hubo plagio, la canción era bastante parecida a la selección española para el año 2008. El dúo fue reemplazado por el segundo lugar de la elección del jurado, Mar Capdevila con la canción "Passió obsessiva".

### La final
La final se celebró el 4 de febrero de 2009 en el Apolo Andorra Hall en Andorra la Vieja, organizado por Meri Picart. Tres canciones de diferentes artistas compitieron para representar a Andorra en el Festival de Eurovisión 2009, y el ganador fue seleccionado por una mezcla 50/50 de SMS y el voto del jurado.
Cada uno de los tres artistas tuvieron la oportunidad de presentar sus canciones al público andorrano antes de la final de la semana anterior que, en tres programas televisados difundidos por RTVA en el 14, 21 y 28 de enero.
La ganadora de la final fue Susanne Georgi con la canción "La teva decisió(Get a Life)", recibiendo el 66% de los votos por SMS y el 47% de los votos del jurado.
| Puesta en escena | Artista        | Canción                       | Lugar |
| ---------------- | -------------- | ----------------------------- | ----- |
| 1                | Susanne Georgi | "La teva decisió(Get a Life)" | 1.º   |
| 2                | Mar Capdevila  | "Passió obsessiva"            | 3.º   |
| 3                | Lluís Cartes   | "Escape"                      | 2.º   |

## Promoción
Debido a los limitados fondos, Susana no pudo participar en una gran gira promocional de su canción alrededor de Eurovisión. Sin embargo, Susana hizo la promoción de su entrada en algún grado. El 27 de febrero, Susana estuvo en Punto Radio, en el país vecino. Esta fue seguida por la promoción de Susana en su país de origen: Dinamarca, obteniendo una amplia cobertura en los periódicos, la radio y la televisión, así como la ejecución en los premios Grammy danés. El espectáculo contará con Susana cantando "La teva decisió(Get a Life)", junto con las canciones de otros cinco países, los "Big Four" (a partir de 2011 ampliado a "Big Five" por el retorno de Italia): España, Francia, Alemania y el Reino Unido, así como Grecia y una serie de artistas de Eurovisión del pasado.

## En Eurovisión
Desde que Andorra no ganó el Festival de 2008, tendrán que competir en una de las dos semifinales. Andorra tendrá que competir en la primera semifinal del concurso el 12 de mayo, donde Susana actuara en 7.ª posición, después de Armenia y antes de Suiza.
RTVA ha revelado que no estaban conformes con la decisión de la Unión Europea de Radiodifusión (UER), que era que España votará en la 2.ª semifinal (Andorra actuó en la 1.ª semifinal). TVE pidió a la UER cambiar las semifinales para permitir la promoción de Eurovisión en sí. RTVA ha anunciado su decepción por esta decisión, como RTVA cree que, España sin derecho a voto, Andorra, la clasificación quedará más baja. También hubo una sensación de que la cantidad de promoción realizada en España fue en vano.
En Eurovisión, Susana ha revelado que ella estará acompañada en el escenario por cuatro coristas. También ha explicado que no usará los bailarines de respaldo, a diferencia de los españoles la canción de Soraya, ya que su actuación no requiere estos recursos para mejorar su rendimiento.
Quedó en 15.ª posición con 8 puntos, no permitiedole, así, el pase a la final